# Forrai István (karmester)
Forrai István (Magyarszék, 1912. május 9. – Budapest, 1992. október 9.) karmester, zenepedagógus.

## Élete, munkássága
Forrai István a Baranya vármegyei Magyarszéken született. Apja, Forrai István (1888–1965) tanító, a Magyarszéki Vegyeskar alapító karnagya volt. Zenei alapképzését apjától kapta (öccsével, Miklóssal együtt, aki később a Zeneakadémia neves tanára, Liszt Ferenc-díjas karnagy, érdemes művész lett). Először – négy évig – hegedülni tanult, ezután a zongora, majd a klarinét következett. Családjával 1922-ben Debrecenbe költözött, ahol a reáliskolában tanult. Az iskola énekkarának kezdettől, majd egy év múlva a zenekarának is tagja volt. Középiskolai tanulmányai befejezése után a Zeneakadémián akart továbbtanulni, de a család anyagi helyzete ezt nem engedte meg. Ezért katonazenésznek állt, a Budapesti Honvéd Zenekar tagja lett. Emellett két év múlva, 1931-ben beiratkozott a Főiskolára. 1934 júniusában leszerelt, és polgári zenekaroknál és énekkaroknál vállalt munkát. A Főiskolán a klarinét mellett beiratkozott a karnagyképzőbe is, mint főtanszakra. A Budapesti Hangversenyzenekarban volt klarinétos, majd ütős is (mert közben ezt a szakot is elvégezte). A zenekar tagjaként olyan nagy karmesterekkel is dolgozhatott együtt, mint Erich Kleiber, Felix Weingartner, Wilhelm Furtwängler. A zenekarral külföldre is eljutott: járt Ausztriában, Németországban, Nagy-Britanniában, Lengyelországban és az Amerikai Egyesült Államokban. A karnagyi oklevelet 1937-ben szerezte meg, és ezután a Ganz gyárban dolgozott tisztviselőként, és az ottani ének- és zenekarnak volt a vezetője.

1940-ben került Miskolcra, amikor a Diósgyőr-vasgyári Zenekarhoz karmesteri pályázatot írtak ki, és ezt márciusban Forrai István tizenhat pályázó közül nyerte el. Júniusban megnősült. A zenekar mellett elvállalta a Palestrina Vegyeskar irányítását (ezt 1948-ig végezte), majd 1942-ben a Jószerencse Dalkört is átvette. A korábban sikeres, de elkényelmesedett, problémákkal küzdő amatőr zenekart gyorsan felrázta, és hamarosan komoly sikereket arattak. Eljutottak Kassára, ahol a rádióban is szerepeltek, 1942-ben zajos sikerrel zárult Mozart-hangversenyt adtak, majd részt vettek a vidéki zenekarok országos versenyén, amit fölényes biztonsággal nyertek meg. 1943 áprilisában Debrecenben, a nyáron pedig a Magyar Rádióban léptek fel.

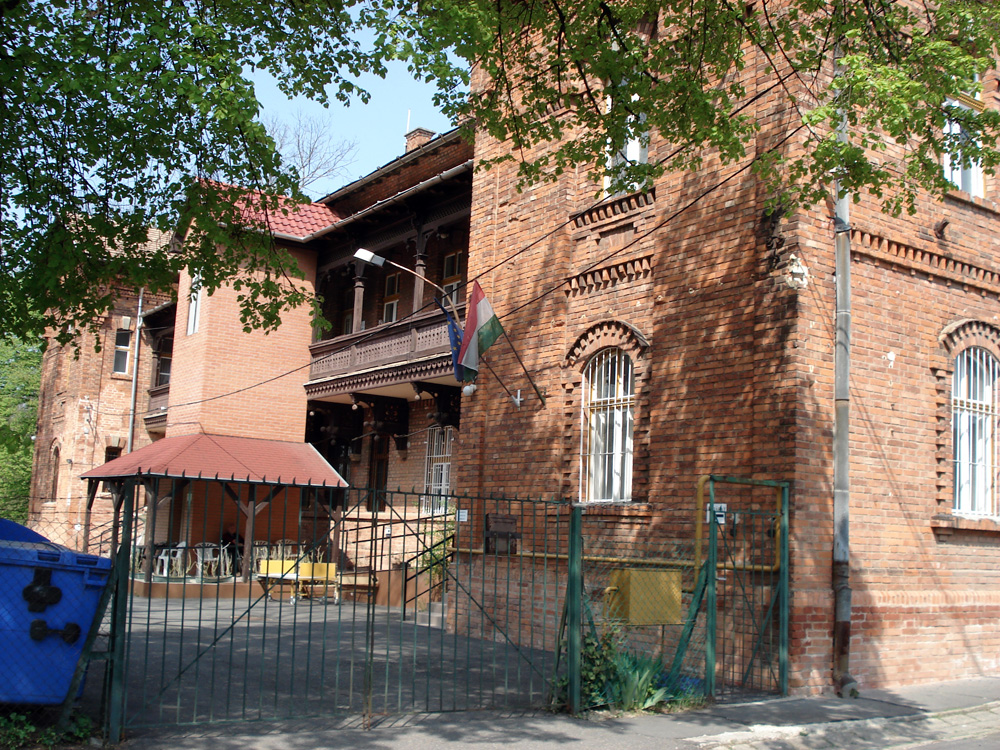
A vasgyári zeneiskola épülete (2010)

 A zenekari tagok egy része azonban nem bírta a terhelést és a karmester részéről megnyilvánuló jó szándékú, de szigorú kritikákat, így a zenekar – ha ideiglenesen is – gyakorlatilag megszűnt működni.
1951-ben a diósgyőr-vasgyári Erkel Ferenc Zeneiskola igazgatója lett, amely a Gábor Áron Kohó- és Öntőipari Technikum mellett, a Rendőrőrssel egy épületben működött (az épület korábban „Angyalvár” néven volt ismert). A „zenede” gyorsan népszerűvé vált a munkáskörnyezetben, a kötelező szolfézs órákon kívül számos hangszeren tanulhattak zenélni a növendékek, és a legjobbak a tudásukról évenként, a Vasas Otthonban megrendezett növendékhangversenyeken adhattak számot. Az iskolai zeneoktatás színvonala az igazgatónak és a kiváló tanároknak köszönhetően olyan magas volt, hogy az intézményt Kodály Zoltán is meglátogatta Sándor Emmával, a feleségével. Forrai István a zeneiskola vezetését nyugdíjba vonulásáig, 1972-ig látta el.